# غراهام بارو
غراهام بارو (بالإنجليزية: Graham Barrow)‏ (13 يونيو 1954 في المملكة المتحدة - ) هو مدرب كرة قدم ولاعب كرة قدم بريطاني وإنجلترا في مركز الوسط. لعب مع نادي ريكسهام ونادي ساوثبورت وويغان أتلتيك ونادي تشستر سيتي ونادي تشورلي ونادي ألترينتشام.

## وصلات خارجية
- غراهام بارو على موقع قاعدة بيانات كرة القدم.إي يو (الإنجليزية)